# Elsenzaue-Hollmuthang
Koordinaten: 49° 22′ 26″ N, 8° 47′ 20″ O
Das Naturschutzgebiet Elsenzaue-Hollmuthang liegt auf dem Gebiet der Gemeinde Bammental und der Stadt Neckargemünd im Rhein-Neckar-Kreis in Baden-Württemberg. Das Gebiet erstreckt sich südwestlich der Kernstadt Neckargemünd entlang der Elsenz, eines linken Zuflusses des Neckars, und der am westlichen Rand verlaufenden B 45.

## Bedeutung
Das rund 61 ha große Gebiet steht seit dem 4. Juli 1996 unter der Kenn-Nummer 2.202 unter Naturschutz. Es handelt sich um den „natürlichen Bachlauf der Elsenz mit Steilufern, Prall- und Gleithängen.“ Dazu gehören ein „bachbegleitender Silberweiden-Erlen-Galeriewald mit vorgelagerten Gebüschen, Hecken und Hochstaudenfluren“, außerdem „Auwiesen und Auwälder und ausgedehnte Hang- und Obstwiesen.“